# Pëtr Germogenovič Smidovič
Pëtr Germogenovič Smidovič (in russo Пётр Гермогенович Смидович?; Rogačëv, 7 maggio 1874 – Mosca, 16 aprile 1935) è stato un rivoluzionario e politico russo e sovietico.

## Biografia
Pëtr Smidovič nacque in una famiglia nobile e si avvicinò ai circoli marxisti illegali durante il ginnasio. Nel 1894 fu espulso dall'Università di Mosca e confinato a Tula. Da qui fuggì a Parigi, dove completò l'Istituto di elettrotecnica.  Nel 1898 rientrò in Russia con un passaporto belga; sotto la falsa identità dell'elettrotecnico Étienne Buter lavorò in fabbrica a Ekaterinoslav, Mosca e Pietroburgo e poi come muratore a Kerč'. Nel frattempo portava avanti l'attività rivoluzionario come membro, fin dalla sua fondazione, del Partito Operaio Socialdemocratico Russo (POSDR). Nel 1901, dopo un anno di carcerazione preventiva, fu condannato all'esilio. A Londra fu incaricato da Lenin di organizzare il trasporto del giornale Iskra da Marsiglia a Batumi. Per questo rientrò nel territorio dell'Impero russo e si occupò di stampare clandestinamente la rivista a Uman'.

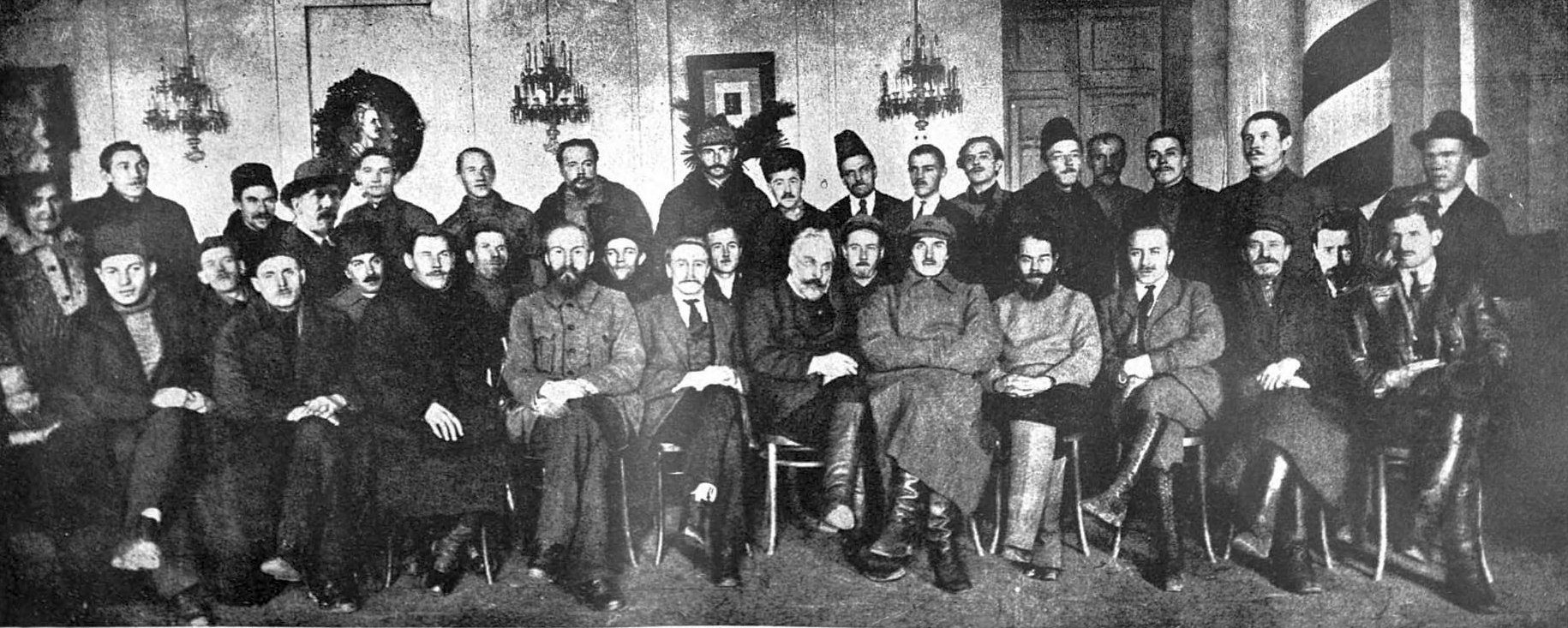
Il Comitato esecutivo del Soviet di Mosca nel 1918: il presidente Smidovič è seduto al centro.

Dopo la fallita rivoluzione del 1905 Smidovič, in qualità di membro del Comitato cittadino e circondariale del POSDR di Mosca, si occupò della riorganizzazione delle strutture del partito e della creazione di un ufficio sindacale clandestino. Dopo la partecipazione al IV Congresso del POSDR a Stoccolma fu condannato a due anni di confino a Vologda, dopodiché rientrò a Mosca dove lavorò come ingegnere presso una centrale elettrica. Dopo la Rivoluzione di febbraio del 1917 fu membro del presidium del Soviet di Mosca, all'interno del quale si oppose alla linea della maggioranza formata da socialrivoluzionari e menscevichi, e delegato al VI Congresso del POSDR. Durante la Rivoluzione d'ottobre fece parte del Comitato militare rivoluzionario moscovita.
Nel 1918 divenne presidente del Soviet cittadino e in questa veste pronunciò il discorso d'apertura dell'inaugurazione da parte di Lenin della lapide posta presso la necropoli delle mura del Cremlino sulle fosse comuni dei rivoluzionari caduti. In seguito Smidovič fu, tra gli altri ruoli, direttore del dipartimento energetico del Consiglio superiore dell'economia nazionale, presidente del sovnarchoz del Governatorato di Mosca, membro del presidium del Comitato esecutivo centrale panrusso e poi di quello dell'Unione Sovietica. Fece inoltre parte della Commissione centrale di controllo del Partito Comunista Russo (bolscevico) eletta nel 1921 al X Congresso.
Fu il secondo marito della rivoluzionaria Sof'ja Nikolaevna Smidovič. A lui è stata intitolata la città di Smidovič, nell'Oblast' autonoma ebraica.